# هانز إهارد
هانز إهارد (بالألمانية: Hans Ehard) (10 نوفمبر 1887 - 18 أكتوبر 1980) كان محاميًا وسياسيًا ألمانيًا ينتمي لحزب الاتحاد الاجتماعي المسيحي (CSU). شغل منصب رئيس وزراء ولاية بافاريا في الفترتين 1946-1954 و 1962-1966. كما شغل منصب الوزير الاتحادي للعدل في الفترة 1962-1966.

## روابط خارجية
- هانز إهارد على موقع مونزينجر (الألمانية)
- هانز إهارد على موقع ديسكوغز (الإنجليزية)